# Macrobrachium latidactylus
Macrobrachium latidactylus är en kräftdjursart som först beskrevs av Thallwitz 1891.  Macrobrachium latidactylus ingår i släktet Macrobrachium och familjen Palaemonidae. Inga underarter finns listade i Catalogue of Life.